# Carlos Rivera (piosenkarz)
Carlos Augusto Rivera Guerra, lepiej znany jako Carlos Rivera (ur. 15 marca 1986 w Huamantla w stanie Tlaxcala) – meksykański wokalista i aktor, zwycięzca trzeciej edycji meksykańskiego reality show La academia.

## Życiorys

### Wczesne lata
Urodził się w Huamantla w stanie Tlaxcala w Meksyku jako syn Maríi de Lourdes Guerry Martínez Antonio i José Gonzalo Gilberto Rivery Ramíreza. Dorastał wraz z siostrą Normą Lizbeth. W dzieciństwie prowadził program w lokalnym radiu Huamantla.

### Kariera
W 2004 zyskał sławę przez udział w trzeciej edycji meksykańskiego programu telewizyjnego La Academia. W 2005 podpisał kontrakt z wytwórnią Sony BMG, a jego debiutancki album Carlos Rivera ukazał się rok później. Płyta sprzedała się w nakładzie 50 tys. egzemplarzy i uzyskała status złotej płyty.
Zagrał postać Fausto w telenoweli TV Azteca La vida es una canción. W 2008 wystąpił w roli głównej w musicalu Piękna i Bestia (La bella y la bestia). W lipcu 2009 wziął udział w musicalu Mamma Mia! w Meksyku. Użyczył głosu Carlosowi Navarro, głównemu bohaterowi filmu animowanego Héroes verdaderos (2010), a w 2011 zagrał tytułową rolę w musicalu Król lew (El Rey León) w Madrycie. W 2016 wystąpił jako Andrés Salinas w serialu El hotel de los secretos. W 2014 pełnił funkcję trenera w hiszpańskiej wersji The Voice.
Drugi album artysty zatytułowany Mexicano ukazał się w 2012 zdobywając status złotej płyty. W sierpniu 2015 ukazał się singiel Carlosa zatytułowany „¿Cómo Pagarte?”. 5 lutego 2016 miała miejsce premiera albumu Yo Creo.

## Dyskografia
- Carlos Rivera (2007)
- Mexicano (2010)
- Mexicano (En Concierto, Edición Especial: „El Rey”) [CD+DVD] (2011)
- El Hubiera No Existe (2013)
- El Hubiera No Existe (Edición Especial) [CD+DVD] (2014)
- Con ustedes... Carlos Rivera en vivo [CD+DVD] (2014)
- Yo Creo (2016)
- Guerra (2018)

## Teatr
- Bésame Mucho (2006)
- Orgasmos La Comedia (2007)
- La Bella y la Bestia (2008)
- Mamma Mia! (2009)
- El Rey León (Hiszpania, 2011)
- El rey León (Meksyk, 2015)

## Nagrody i nominacje
| Rok  | Nagroda                      | Kategoria                    | Tytuł                    | Rezultat |
| ---- | ---------------------------- | ---------------------------- | ------------------------ | -------- |
| 2013 | Nagrody World Broadway Spain | Najlepszy aktor              | –                        | Wygrana  |
| 2013 | Nagrody CIRT                 | Najlepszy artysta            | –                        | Wygrana  |
| 2014 | Nagrody Cadena Dial          | Odkrycie artystyczne         | –                        | Wygrana  |
| 2017 | Premios TVyNovelas           | Najlepszy aktor drugoplanowy | El hotel de los secretos | Wygrana  |
| 2017 | Premios TVyNovelas           | Najlepsze męskie objawienie  | El hotel de los secretos | Wygrana  |